# Арендт, Николай Андреевич
Нико́лай Андре́евич А́рендт (1 (13) октября 1833, Симферополь, Таврическая губерния, Российская империя — 12 (24) декабря 1893, Исары, близ Ялты, Таврическая губерния, Российская империя) — российский врач, общественный деятель, первопроходец отечественного воздухоплавания, теоретик, основоположник парящего и планируемого полёта, изобретатель безмоторного летательного аппарата. Сын А. Ф. Арендта, племянник Н. Ф. Арендта.

## Биография
Родился 1 (13) октября 1833 г. в Симферополе в доме на современной ул. Карла Либкнехта № 14. В 1849 году с отличием закончил Симферопольскую мужскую губернскую казённую гимназию, после чего учился в Петербургской медико-хирургической академии.
Проработал два года в Царскосельском военном госпитале. Через несколько лет защитил докторскую диссертацию. Уезжает в Персию, где участвует в ликвидации чумы.
Вернулся в Симферополь, где 30 лет работал земским врачом:

Не раз приходилось поражаться тонкостью его медицинского мышления, способностью наблюдения, глубоким всесторонним анализом явлений и, вследствие этого, тонкостью диагноза. Техническая ловкость его как врача и всесторонность приводили всех в изумление.

В свободное время Н. А. Арендт наблюдал в полёте птиц, делал расчёты, ставил опыты, запуская в полёт препарированных замороженных птиц с распростёртыми крыльями. В 1874 г. Н. А. Арендт опубликовал в журнале «Знание» статью о разработанной им конструкции безмоторного аэродинамического летательного аппарата, парящего в воздухе.
В статье он пишет:

Если человек не мог летать по воздуху при помощи крыльев за неимением достаточной силы, то почему же ему не подражать орлу, умеющему летать без затраты собственной силы?

Письменный доклад симферопольского врача «Об одном нормальном аэроплане» четырежды ставился на заседаниях французского общества воздухоплавания, но автор не имел финансовой возможности приехать на заседания.
В 1877 году он просил военное министерство выделить на постройку планера 2000 рублей, но получил отказ. Обращение к царю также не дало результата.
В 1888 и 1889 годах двумя изданиями в Симферополе вышла его книга «О воздухоплавании, основанном на принципах парения птиц». В книге были научно изложены и математически рассчитаны возможности полёта аппарата тяжелее воздуха. В работе он попытался определить роль человека в системе пилот-самолёт.

Задачи механиков заключаются не только в том, чтобы устроить воздухоплавательные аппараты, но ещё и в том, чтобы дать человеку и возможность и указания, каким образом и посредством каких приемов должен он приступить к самому выполнению процесса летания.

Продолжал работать над улучшением моделей планеров, влез в долги, и дом его был продан с молотка. После этого Н. А. Арендт купил небольшой домик, который носил название «Мегофули» («Большое гнездо»), в селении Исары в километре от водопада Учан-Су близ Ялты, где проводил опыты до самой смерти 12 (24) декабря 1893 года.
Был похоронен в сосновом лесу. В 1976 году его останки перезахоронены на Поликуровском кладбище в Ялте. На могиле был установлен на постаменте бронзовый бюст работы его внучки скульптора Ариадны Александровны Арендт. В 1990-е годы бронзовый бюст похищен. На 2019 год сохранился дом в бывшем имении Арендта близ Ялты на территории бывшего пионерского лагеря имени Германа Титова и семейный склеп, расположенный недалеко от дома. В 2019 году на Ялтинском международном экономическом форуме были озвучены планы о строительстве в Ялте жилого комплекса «Романовский квартал» на территории бывшего пионерского лагеря имени Германа Титова.
В честь Н. А. Арендта в 1902 году была названа улица, переименованная в 1926 году в ул. Дзержинского и амбулатория им. Н. А. Арендта, освящённая в 1905 г. (располагалась в доме № 42 по ул. Пушкина.

## Усадьба Арендтов в Симферополе
Усадьба Арендтов, в которой родились и жили многие потомки А. Ф. Арендта, занимает участок между ул. К. Либкнехта (бывшая Долгоруковская) № 14 и Карла Маркса (бывшая Полицейская), № 25. Из сохранившихся документов известно, что этот участок был в владении Арендта в 1843 году, а в 1858 году здесь уже существовала усадьба. В советское время усадьба была национализирована и поделена на отдельные квартиры.
Решением Крымского облисполкома № 164 от 15.04.1986 усадьба Арендтов внесена под номером 3072 в список «Памятников местного и национального значения (архитектура и градостроительство, история, монументальное искусство)».
В 1998 году Республиканским комитетом по делам межнациональных отношений и депортированных граждан было принято решение о создании Республиканского крымскотатарского музея искусств, для музея было подобрано жилое здание — двухэтажное здание усадьбы, выходящее на ул. Карла Маркса. Из 8 квартир были отселены жильцы, со здания была снята крыша и на этом работы остановлены. В последующие годы здание без крыши разрушалось. В 2009 году здание выкупил «Фонд „КРЫМ“» — благотворительная национальная организация, аффилированная с крымскотатарским меджлисом (директор фонда «Крым» Реза Шевкие — племянник Мустафы Джемилева.
Согласно приказу Министерства культуры Украины от 14.08.2013 № 757 усадьба является памятником истории, архитектуры местного значения с учётным номером 3072-АР.

## Семья
- Фёдор Иванович Арендт — дед.
- Николай Фёдорович Арендт — дядя, известный петербургский врач.
- Андрей Фёдорович Арендт — отец, штаб-лекарь, инспектор врачебной управы Таврической губернии, действительный статский советник, известный в Симферополе врач.
- Ариадна Александровна Арендт — внучка, известный скульптор и график, организатор московского кружка теософов

Был в родстве с семьёй И. К. Айвазовского. Его дочь, Ариадна Николаевна, была женой Михаила Пелопидовича Латри (сына старшей дочери И. К. Айвазовского — Елены Ивановны)).